# فرودگاه بین‌المللی هت یای
فرودگاه بین‌المللی هت یای (به انگلیسی: Hat Yai International Airport) یک فرودگاه همگانی مسافربری با کد یاتا HDY است که یک باند فرود آسفالت دارد و طول باند آن ۳۰۵۰ متر است. این فرودگاه در کشور تایلند قرار دارد و در ارتفاع ۲۷ متری از سطح دریا واقع شده‌است.

## شرکت‌های هواپیمایی و مقصدهای پروازی
| شرکت‌های هواپیمایی    | مقصدهای پروازی                                                   |
| -------------------- | ---------------------------------------------------------------- |
| بانکوک ایرویز        | پوکت                                                             |
| Jetstar Asia Airways | چانگی سنگاپور (آغاز از ۳ نوامبر ۲۰۱۷)                            |
| Kunming Airlines     | کونمینگ چانگشوی                                                  |
| Nok Air              | دن موئنگ                                                         |
| Scoot                | چانگی سنگاپور                                                    |
| تای ایرآسیا          | دن موئنگ، چیانگ مای، مائه فه لوانگ-چینگ رایی، خون‌کائن، یو-تاپائو |
| تای ایرآسیا          | کوالالامپور                                                      |
| Thai Lion Air        | دن موئنگ، چیانگ مای، اودن تانی                                   |
| Thai Smile           | سووارنابومی                                                      |